# Schenectady megye
Schenectady megye az Amerikai Egyesült Államokban, azon belül New York államban található. Megyeszékhelye és legnagyobb városa Schenectady. Lakosainak száma 158 061 fő (2020. április 1.). Schenectady megye Saratoga, Albany, Schoharie és Montgomery megyékkel határos.

## Népesség
A megye népességének változása:
| Lakosok száma | 154 919 | 154 749 | 155 055 | 155 333 | 154 604 | 158 061 |
|               | 2010    | 2011    | 2012    | 2013    | 2015    | 2020    |